# 쓰루타정
쓰루타정(일본어: 鶴田町 쓰루타마치[*])은 일본 아오모리현 쓰가루 평야의 중앙부에 있는 기타쓰가루군의 정이다.
'스튜벤'(포도의 품종)의 생산량이 일본에서 가장 많은 정이다.

## 인접한 자치체
- 고쇼가와라시
- 히로사키시
- 쓰가루시
- 기타쓰가루군 이타야나기정

## 역사
- 1941년 10월 1일 - 정으로 승격하였다.
- 1955년 3월 1일 - 쓰루타정, 우메자와촌, 로쿠고촌, 미즈모토촌이 합병해 쓰루타정이 되었다.
- 1958년 11월 1일 - 이타야나기정의 일부를 편입하였다.

## 교통

### 철도
- 동일본 여객철도 고노선

### 도로
- 국도 339호선
- 국도 101호선

## 인구
| 연도 | 인구   | ±%     |
| ---- | ------ | ------ |
| 1960 | 19,774 | —      |
| 1970 | 17,620 | −10.9% |
| 1980 | 16,892 | −4.1%  |
| 1990 | 16,306 | −3.5%  |
| 2000 | 15,795 | −3.1%  |
| 2010 | 14,270 | −9.7%  |